# Сцени от големия магазин
„Сцени от големия магазин“ (на английски: Scenes from a Mall) е американска комедия от 1991 г. на режисьора Пол Мазурски, и участват Бет Мидлър и Уди Алън.